# Lijst van ministers-presidenten van Schotland
Dit is een lijst van ministers-presidenten van Schotland.
| Nr.   | Minister-president van Schotland Heid Meinister o Scotland | Minister-president van Schotland Heid Meinister o Scotland | Minister-president van Schotland Heid Meinister o Scotland | Ambtstermijn     | Ambtstermijn     | Partij(en)              | Kabinet(en) | Verkiezing(en) |
| ----- | ---------------------------------------------------------- | ---------------------------------------------------------- | ---------------------------------------------------------- | ---------------- | ---------------- | ----------------------- | ----------- | -------------- |
| 1     |                                                            | Donald Dewar                                               | Donald Dewar (1937–2000)                                   | 17 mei 1999      | 11 oktober 2000  | Labour Party            | Dewar       | 1999           |
| [ 2 ] |                                                            | Jim Wallace                                                | Jim Wallace (1954)                                         | 11 oktober 2000  | 27 oktober 2000  | Liberal Democrats       | Dewar       | 1999           |
| 2     |                                                            | Henry McLeish                                              | Henry McLeish (1948)                                       | 27 oktober 2000  | 8 november 2001  | Labour Party            | McLeish     | 1999           |
| [ 2 ] |                                                            | Jim Wallace                                                | Jim Wallace (1954)                                         | 8 november 2001  | 27 november 2001 | Liberal Democrats       | McLeish     | 1999           |
| 3     |                                                            | Jack McConnell                                             | Jack McConnell (1960)                                      | 27 november 2001 | 17 mei 2007      | Labour Party            | McConnell I | 1999           |
| 3     | McConnell II                                               | Jack McConnell                                             | Jack McConnell (1960)                                      | 27 november 2001 | 17 mei 2007      | Labour Party            | 2003        |                |
| 4     |                                                            | Jack McConnell                                             | Alex Salmond (1954–2024)                                   | 17 mei 2007      | 18 november 2014 | Scottish National Party | Salmond I   | 2007           |
| 4     | Salmond II                                                 | Jack McConnell                                             | Alex Salmond (1954–2024)                                   | 17 mei 2007      | 18 november 2014 | Scottish National Party | 2011        |                |
| 5     |                                                            | Nicola Sturgeon                                            | Nicola Sturgeon (1970)                                     | 18 november 2014 | 28 maart 2023    | Scottish National Party | 2011        | Sturgeon I     |
| 5     | Sturgeon II                                                | Nicola Sturgeon                                            | Nicola Sturgeon (1970)                                     | 18 november 2014 | 28 maart 2023    | Scottish National Party | 2016        |                |
| 5     | Sturgeon III                                               | Nicola Sturgeon                                            | Nicola Sturgeon (1970)                                     | 18 november 2014 | 28 maart 2023    | Scottish National Party | 2021        |                |
| 6     |                                                            | Humza Yousaf                                               | Humza Yousaf (1985)                                        | 28 maart 2023    | 8 mei 2024       | Scottish National Party | 2021        | Yousaf         |
| 6     |                                                            | John Swinney                                               | John Swinney (1964)                                        | 8 mei 2024       | heden            | Scottish National Party | 2021        | Swinney        |

Donald Dewar · Henry McLeish · Jack McConnell · Alex Salmond · Nicola Sturgeon . Humza Yousaf . John Swinney